# The B. Coming
The B. Coming è il terzo album in studio del rapper statunitense Beanie Sigel, pubblicato il 29 marzo 2005. Distribuito dalle etichette Def Jam e Dame Dash Group Music, vede la collaborazione di artisti come Jay-Z, Redman e Snoop Dogg. Alle produzioni si alternano molti dj, tra gli altri anche Just Blaze, Heavy D e D-Dot. L'album è completato poco prima che Sigel venga definitivamente incarcerato per un anno. In questo periodo Jay-Z, già presidente dell'etichetta di Sigel, la Roc-A-Fella, diviene presidente della label più grande Def Jam: ciò causa la scissione dei suoi ex soci Damon Dash e Kareem Burke dalla Roc-A-Fella per formare una propria etichetta, la Dame Dash Music Group. The B. Coming è pubblicato dalla Dame Dash e dalla Def Jam più che dalla Roc-A-Fella, pur tenendo le produzioni fatte dagli artisti di entrambe le etichette.
Il disco è trascinato dal singolo Feel It in the Air, che nella sua prima settimana vende 131 000 copie. L'album è un successo commerciale: raggiunge il terzo posto nella Billboard 200 e il primo tra gli album R&B/Hip hop. Anche la critica apprezza il terzo lavoro di Sigel: Entertainment Weekly gli assegna una "B+", stesso voto per Stylus Magazine che lo considera come «uno degli album più forti del 2005», RapRewiews vota l'album 7.5/10 e Pitchfork 8.5/10; Rolling Stone dà a The B. Coming 3 stelle su 5, la rivista Vibe 3.5/5, il Los Angeles Times 3 stelle su 4, invece per HipHopDX, la rivista URB e AllMusic l'album è da 4 stelle su 5. Su Metacritic, il disco riceve un punteggio di 73/100 basato su 14 recensioni.
Inoltre, Pitchfork Media lo inserisce tra i migliori 50 album del 2005, alla trentaduesima posizione.
| Recensione           | Giudizio |
| -------------------- | -------- |
| AllMusic             | [ 12 ]   |
| RapReviews           | [ 5 ]    |
| Robert Christgau     | *        |
| Entertainment Weekly | B+       |
| Pitchfork            | [ 6 ]    |
| Vibe                 | [ 8 ]    |
| Rolling Stone        | [ 7 ]    |
| Los Angeles Times    | [ 9 ]    |
| URB                  | [ 11 ]   |
| Stylus Magazine      | B+       |

## Tracce
1. Feel It in the Air (featuring Melissa Jimenez) – 4:05 (testo: Dwight Meyers – musica: Heavy D)
2. I Can't Go On This Way (featuring Young Chris & Freeway) – 5:02 (testo: Chris Ries, Leslie Pridgen, Nicholas McCarrell – musica: Aqua)
3. One Shot Deal (featuring Redman) – 4:05 (testo: Reggie Noble, Roosevelt Harrell III – musica: Bink!)
4. Gotta Have It (featuring Peedi Peedi & Twista) – 3:28 (testo: Chad Hamilton, Carl Mitchell, Pedro Zayas – musica: Chad Hamilton)
5. Don't Stop (featuring Snoop Dogg) – 3:31 (testo: Calvin Broadus, Pharrell Williams – musica: The Neptunes)
6. Purple Rain (featuring Bun B) – 5:16 (testo: Bernard Freeman, George Spivey – musica: DJ Scratch)
7. Oh Daddy (featuring Young Chris) – 4:32 (testo: Alrad Lewis, Chris Ries – musica: Boola)
8. Change (featuring Melissa Jay & Rell) – 4:35 (testo: Gerrell Gadis, Melissa Butts, Tyrone Tyffe – musica: Ty Fyffe)
9. Bread & Butter (featuring Grand Puba & Sadat X) – 5:39 (testo: Justin Smith, Maxwell Dixon – musica: Just Blaze)
10. Lord Have Mercy – 4:20 (testo: Melvin Carter – musica: Ruggedness)
11. Flatline (featuring Peedi Peedi) – 3:02 (testo: Lewis, Zayas – musica: Boola)
12. Tales of a Hustler, Pt. 2 (featuring Oschino & Omilio Sparks) – 4:18 (testo: Lewis – musica: Boola)
13. Look At Me Now – 4:01 (testo: Anthony Best – musica: Buckwild)

Tracce bonus
1. It's On (featuring Jay-Z) – 5:03 (testo: Shawn Carter – musica: D-Dot, Jamahl Rye, Spike and Jamal)
2. Wanted (On the Run) (featuring Cam'ron) – 4:27 (musica: Da Neckbones)

## Classifiche

### Classifiche settimanali
| Classifica (2005)         | Posizione massima |
| ------------------------- | ----------------- |
| Stati Uniti               | 3                 |
| US Top R&B/Hip-Hop Albums | 1                 |
| US Rap Albums             | 1                 |

### Classifiche di fine anno
| Classifica (2005)         | Posizione massima |
| ------------------------- | ----------------- |
| Stati Uniti               | 189               |
| US Top R&B/Hip-Hop Albums | 36                |